# Frederic Jagelló
Frederic Jagelló   (Cracòvia, 27 d'abril de 1468 - Cracòvia, 14 de març de 1503) fou un cardenal i arquebisbe polonès.

## Biografia
Era el sisè dels nou fills de Casimir IV de Polònia i Elisabet d'Habsburg.
El 1488 va ser nomenat bisbe de Cracòvia, càrrec que va ocupar fins a la seva mort.
El papa Alexandre VI el va elevar al rang de cardenal al consistori del 20 de setembre de 1493, amb el títol de cardenal diaca de Santa Lucia in Septisolio. Des del 1493 també ostentava el títol d'arquebisbe de Gniezno.
Va morir el 14 de març de 1503, a l'edat de 34 anys.